# Liste des monuments historiques de Gentingen
La Liste des monuments historiques de Gentingen contient un monument historique à Gentingen, une municipalité allemande située dans le Land de Rhénanie-Palatinat et l'arrondissement d'Eifel-Bitburg-Prüm.

## Liste
| Monument                                              | Adresse    | Coordonnées                      | Notice | Protection | Date | Illustration                                          |
| ----------------------------------------------------- | ---------- | -------------------------------- | ------ | ---------- | ---- | ----------------------------------------------------- |
| Église catholique St. Jean Baptist, 11e et 12e siècle | Dorfstraße | 49° 53′ 58″ nord, 6° 14′ 09″ est |        |            |      | Église catholique St. Jean Baptist, 11e et 12e siècle |